# Свечино (Хабаровский край)
Све́чино — село в Хабаровском районе Хабаровского края. Входит в состав Галкинского сельского поселения.

## История
В состав Галкинского сельского поселения входят четыре населенных пункта: села Галкино, Константиновка, Свечино и Смирновка.
Первым, было, образовано село Свечино. В статистическом справочнике дореволюционного времени годом основания села указан 1908 год. В других упоминаниях село Свечино состояло из двух общин: Свечино-1, которое образовалось в 1907 году выходцами из Румынии, Молдавии, Алтая, и Сибири, Украины, Белоруссии, и Свечино-2 образованное выходцами из Южной полосы в 1909 году.
Старообрядцам были выделены земли, пригодные для проживания, в бассейне реки Амур. Государство предоставило будущим переселенцам по 15 соток земли и по 60 рублей на мужскую душу для обустройства.
31 июля 1907 года из Москвы выехала первая партия ходоков. Осенью того же года 150 семей снялись со своих мест и отправились в Приамурский край.
Место для румынских переселенцев было выбрано в Николо-Александровской волости Хабаровского уезда близ Петропавловского озера у истоков реки Корейки. Здесь были размежеваны земельные участки на 370 семей, по 15 соток каждый.
В 1910 году оба поселения получили дошедшее до нашего времени название, но с небольшой оговоркой. Сандыки называлось Свечино-1-е, а Корейка – Свечино-2-е. Таким образом, было увековечено имя генерал-лейтенанта Ивана Николаевича Свечина - военного губернатора Приморской области, в состав которой входил и Хабаровский уезд.
В 1912 году на средства переселенческого управления в Свечино-Корейке было открыто одноклассное приходское училище при здесь же выстроенной сельской церкви. Но вскоре саму церковь перенесли в соседнее село Константиновку, а школа осталась. Была открыта школа и в Свечино-Сандыках.
Случившееся в том же 1912 году огромное наводнение, уничтожившее покосы и посевы, вынудило жителей заняться и рыбным промыслом.
В 1914-1915 годах в Свечино-1 было уже 37 жилых домов, а в Свечино-2 – 26 домов. Всего было 283 жителя.
Так сложилось, что в гражданскую войну большая часть свечинцев воевала на стороне красных. 20 января 1920 года карательный отряд японцев добрался до села, были подожжены дома селян. В 1919 году организовался кооператив, сельсовет.
В 1925 году в обеих деревнях насчитывалось около 20 не разоренных домов. Обе школы стояли закрытыми. К 1929 году из восьми дворовых хозяйств организовалась сезонно-бытовая рыболовецкая артель, возродился образованный еще летом 1914 года кооператив. Открылась передвижная аптека, заработала школа, при ней был красный уголок, работали самодеятельные кружки. А в начале тридцатых был организован колхоз «Часовой партизан».
1 июня 2016 года вышел закон "О Дальневосточном гектаре". После этого на Свечинском мысе было сформировано около 250 участков, которые выдаются в безвозмездное пользование в срок на 5 лет с последующим правом перевода в собственность или длительную аренду.

## География
Село Свечино расположено на западном берегу Петропавловского озера, в 40 км от Хабаровска. 
Дорога к селу Свечино идёт на север от села Константиновка.

## Население
| 1992 | 2002 | 2010 | 2011 | 2012 | 2021 |
| ---- | ---- | ---- | ---- | ---- | ---- |
| 120  | ↘49  | ↘43  | →43  | ↘37  | ↗120 |

## Инфраструктура
Действуют отделение сельхозпредприятия, фельдшерско-акушерский пункт, клуб.